# Руидиас, Рауль
Рау́ль Ма́рио Руиди́ас Мисити́ч (исп. Raúl Mario Ruidíaz Misitich; 25 июля 1990, Лима, Перу) — перуанский футболист, нападающий клуба MLS «Сиэтл Саундерс» и сборной Перу.

## Карьера

### Клубная
Рауль Руидиас начал заниматься футболом в возрасте восьми лет в школе клуба «Университарио». В январе 2008 года начал выступать на взрослом уровне за фарм-клуб «Университарио» — «Америка Кочауайко», игравший во втором дивизионе. В главной команде форвард дебютировал 4 октября 2009 года в матче чемпионата Перу против клуба «Тоталь Чалако». Футболист вышел на игру в стартовом составе и во втором тайме был заменён на Хесуса Рабаналя. В своём третьем матче за клуб Руидиас забил первый гол в профессиональной карьере, поразив ворота уругвайского голкипера «Мельгара» Хорхе Родригеса.
В 2010 году «Университарио» стал чемпионом страны и в сыгранный 16 апреля 2010 года матч против аргентинского «Лануса» стал для Рауля Руидиаса первым в Кубке Либертадорес. За «Университарио» нападающий выступал до конца 2011 года. В 2011 году стал полуфиналистом Кубка Либертадорес и забил в этом розыгрыше 4 гола.
В начале 2012 года перешёл в чилийский клуб «Универсидад де Чили». За новую команду Руидиас впервые сыграл 29 февраля 2012 года в матче с «Кобрелоа». В перерыве встречи форвард заменил Кристиана Браво и за остававшееся время успел забить гол и заработать пенальти, реализованный Педро Моралесом. В дальнейшем перуанец поражал ворота соперника ещё в 3 матчах подряд, а всего за время пребывания в чилийском клубе сыграл за команду 12 матчей и забил 8 голов.
В августе 2012 года Рауль Руидиас стал игроком бразильской «Коритибы». Матч против «Фламенго», сыгранный 8 сентября 2012 года, стал для форварда первым в бразильском чемпионате. До окончания 2012 года футболист сыграл за «Коритибу» ещё 7 матчей. Сезон 2013 провёл на правах аренды в «Университарио», в его составе стал чемпионом и лучшим бомбардиром чемпионата Перу.
29 июня 2018 года Руидиас перешёл в клуб MLS «Сиэтл Саундерс», подписав контракт по правилу назначенного игрока. По сведения ESPN: сумма трансфера составила $7,5 млн, зарплата игрока — $2,4 млн в год. В североамериканской лиге перуанец дебютировал 21 июля 2018 года в матче против «Ванкувер Уайткэпс», в котором вышел на замену на 61-й минуте вместо Уилла Брюина. 25 июля 2018 года в матче против «Сан-Хосе Эртквейкс» забил свой первый гол в MLS. Руидиас установил новый рекорд «Саундерс», быстрее всех забив первые 10 голов, за 14 матчей. 10 ноября 2019 года в матче за Кубок MLS, в котором «Сиэтл» обыграл «Торонто» со счётом 3:1, забил последний гол своей команды. 4 февраля 2022 года Руидиас продлил контракт с «Сиэтл Саундерс» до конца сезона 2024. 4 мая 2022 года в ответном матче финала Лиги чемпионов КОНКАКАФ 2022 против мексиканского «Пумаса УНАМ» оформил дубль и помог «Сиэтлу» одержать победу со счётом 3:0 и завоевать свой первый международный титул.

### В сборной
Рауль Руидиас дебютировал в сборной Перу 1 июня 2011 года в матче кубка Кирин против Японии.
В 2011 году нападающий попал в заявку сборной на Кубок Америки и дебютировал на турнире в матче группового этапа с командой Чили. Больше в турнире, по итогам которого перуанцы завоевали бронзовые медали, Руидиас участия не принимал.
Первый гол в составе национальной команды забил в своём одиннадцатом матче, 24 марта 2016 года против Венесуэлы.
12 июня 2016 года в рамках Кубка Америки 2016 в скандальном матче против сборной Бразилии Рауль Руидиас забил гол рукой, в итоге ставший победным, и сенсационно выбивший из розыгрыша кубка «пентакампеонов».

## Достижения
Командные
- Чемпион Перу: 2009, 2013
- Чемпион Чили: Ап. 2012
- Чемпион MLS: 2019
- Победитель Лиги чемпионов КОНКАКАФ: 2022

Личные
- Лучший бомбардир чемпионата Перу: 2013 (21 мяч)
- Лучший бомбардир чемпионата Мексики: Ап. 2016 (11 мячей), Кл. 2017 (9 мячей)
- Член символической сборной чемпионата Мексики: Ап. 2016, Кл. 2017
- Лучший нападающий чемпионата Мексики: 2016/17
- Футболист года в Мексике: 2016/17
- Лучший бомбардир плей-офф Кубка MLS: 2019 (4 мяча)
- Член символической сборной MLS: 2020[22], 2021[23]
- Участник Матча всех звёзд MLS: 2021, 2022[24]
- Член символической сборной Лиги чемпионов КОНКАКАФ: 2022[25]